# Великан (водопад)
Великан (Гигант; абх. Адау) — водопад в Абхазии высотой около 100 метров. Расположен в 12 километрах города Ткуарчал, в окрестностях посёлка Акармара на реке Худзга (приток Галидзги).
Рядом с водопадом обитают сине-голубые беспанцирные брюхоногие моллюски семейства наземных лёгочных улиток.

## География
Водопад Гигант/ Великан — самый высокий в Абхазии. По дороге к водопаду можно увидеть посёлок Акармару, построенный немецкими военнопленными.
Водопад Гигант открыли для посещений относительно недавно, но он уже пользуется большой популярностью у туристов.